# Léon Le Calvez
Léon Le Calvez (Moëlan-sur-Mer, 14 de març de 1910 - Créteil, 7 de juliol de 1995) va ser un ciclista bretó que fou professional entre 1931 i 1941. El 1931 i 1933 fou seleccionat per formar part de l'equip de França que havia de participar en el Tour de França, al costat d'Antonin Magne i André Leducq. En l'edició de 1931 va vestir el mallot groc durant una etapa. Aquell mateix any va interpretar en el seu propi paper a la pel·lícula Hardi les gars ! dirigida per Maurice Champreux.
Entre 1952 a 1956 fou el director de l'equip de l'Oest al Tour de França, seleccionant Jean Robic i Jean Malléjac.

## Palmarès
- 1930
  - 1r a la París-Chauny
- 1932
  - 1r del Critèrium Internacional
- 1935
  - Vencedor d'una etapa a la París-Niça

### Resultats al Tour de França
- 1931. Abandona (14a etapa). Porta el mallot groc durant 1 etapa
- 1933. 17è de la classificació general